# Must B 21
Must B 21 è il secondo album di studio di will.i.am, uscito il 23 settembre 2003.
Anche da questo album non sono stati estratti singoli.
L'ultima traccia "Go!" è stata inserita in molti giochi di basket.

## Tracce
1. "Take It" (with KRS-One) - 2:49
2. "Nahh Mean" (with Phife Dawg) - 3:48
3. "B Boyz" (with Supernatural) - 2:56
4. "Here 2 Party" (with FLII, Planet Asia & Krondon) - 3:12
5. "Bomb Bomb (Interlude)" - 0:23
6. "Bomb Bomb" (with Supernatural) - 3:25
7. "Swing By My Way" (with John Legend) - 3:49
8. "It's Okay" (with Triple Seven & Dante Santiago) - 3:39
9. "Mash Out (Interlude)" - 0:28
10. "Mash Out" (with MC Lyte & Fergie) - 3:09
11. "Ride Ride" (with John Legend) - 3:16
12. "Sumthing Special" (with Niu, Dante Santiago & Taboo) - 3:55
13. "Sumthing Special (Interlude)" - 0:50
14. "I'm Ready (Y'all Ain't Ready For This)" (with Phil Da Agony, Supernatural & Tash) - 3:40
15. "We Got Chu" (with Planet Asia & FLII) - 3:52
16. "Go! (Interlude)" - 1:32
17. "Go!" - 3:54